# A kis időutazók
A kis időutazók (eredeti cím: Chronokids) 2014-től 2016-ig futott francia televíziós 2D-s számítógépes animációs sorozat, amelynek rendezői Philippe Riche és Pascal David, a zeneszerzői Antoine Furet és Benjamin Farley. A tévéfilmsorozat a B Media Kids, a Futurikon és a Toon Factory gyártásában készült, a Studio Taishan forgalmazásában jelent meg. Műfaját tekintve kalandfilmsorozat és sci-fi filmsorozat. Franciaországban a TF1 vetítette, Magyarországon az M2 sugározta.

## Ismertető
A sorozat két főszereplője Marvin és Adél, a két kis időutazó, akik folyton az időben utaznak és mindig valami turpisságot csinálnak.

## Szereplők
- Marvin – A barna hajú, fekete szemű fiú, szeret az időben utazni. (Magyar hangja: Baradlay Viktor)
- Adél – A szőkés-barna hajú, fekete szemű lány, szintén szeret az időben utazni. (Magyar hangja: Szabó Zselyke)

További magyar hangok: Bácskai János, Bogdán Gergő, Grúber Zita, Horváth Gábor, Horváth-Töreki Gergely, Joó Gábor, Kovács Nóra, Megyeri János, Pálmai Szabolcs, Potocsny Andor, Varga Rókus

## Epizódok
1. A csokoládé azték találmány – Pörgettyű párbaj – Királyok sajtja, sajtok királya
2. Mona Lisa arca – A játék neve: Múmia – Egyenek croissant
3. Kleopátra döntése – Ki ölte meg Buborékot? – Az Adél-féle csel
4. A Szputnyik potyautasai – Robin Hood – Bugra a Bugra törzsből
5. Van Gogh elvitelre – Chili szósz légipostával – A teljes olvadás
6. Napóleon a fagyban – Kőbe vésett szabályok – A Lumiere testvérek nagy kasszasikere
7. Ninja hadművelet – Rómeó, ó Rómeó – Hajótörött jelöltek
8. Hatalmas ugrás Adélnek és Marvinnak – Sült krumpli Parmentier úrnak – Jóslás oda-vissza
9. A Jivaro-fejfájás – Pasta veritas – Levél Cézárnak
10. Leszámolás az iskolaudvaron Marvinnal, a Kölyökkel – Egy hercegnőruháért bármit! – Raszputyin apró titka
11. A Gutenberg-kaland – A tyrannosaurus-csuklás – Marvin frizurája
12. Marvin győztes kombinációja – Beethoven ötödik és egyben utolsó lehetősége – Davy Crockett sapkája
13. Marvin rémálma – Az igazi Grimm testvérek – Minden tolvajok legnagyobbika
14. Egy földönkívüli ellopta a házi feladatomat – Nem könnyű egy elefánttal – Az egész Hugo hibája
15. A furcsa Excalibur – A Marvin-féle tétel – A nem is olyan nagy kínai fal
16. Egy ragadós helyzet – GPS-t Kolumbusz Kristófnak – A Mikulás legrosszabb kis segítői
17. Bújócska a Tiltott Városban – Szörnyecske, gyere elő – Marvin a gyerek király
18. Marvin és egy fogas kérdés – Az indián csatakiáltás – Tüzijáték a Bastille-nál
19. Egy pár fonat Adelixnek – Ahol füst van, ott tűz is van – A yucca
20. Ghandi, avagy a békedarazsak – Nem működik a kronofon – Ajándék falónak ne nézd a fogát
21. SOS, egy hőlégballon – Újvilági divattanácsok – A gépesített sakk nagymester
22. A lefejezett samothraki győzelem – A vezetés szabályai – Fekete szakáll kis titka
23. Egy zseniális ötlet – Húsz perc a tenger mélyén – Jean d'Arc
24. Che, az énekes – A lényeg, hogy jól érezzük magunkat – A rég elveszett hajó
25. Egy sugárzó ötlet – A varázslatos iskola – Az Eiffel-torony lánca
26. A kronofon titka – Egy egészen különleges telefon – A Viktori törvénykönyv

## Magyar változat
- Bemondó: Zahorán Adrienne, Baradlay Viktor
- Magyar szöveg: Angyal Andrea
- Szerkesztő: Horváth Ádám Márton
- Hangmérnök és vágó: Wünsch Attila
- Gyártásvezető: Farkas Márta
- Szinkronrendező: Nagy Ákos

A szinkront az MTVA megbízásából a VidArTeam készítette.